# (35647) 1998 KA67
1998 KA67 (asteroide 35647) é um asteroide da cintura principal. Possui uma excentricidade de 0.08092320 e uma inclinação de 16.02245º.
Este asteroide foi descoberto no dia 23 de maio de 1998 por LINEAR em Socorro.